# گوانگ‌ژوو
گوانگ‌ژوو (به چینی: 广州) یا گوانگ‌ژو، گوانگ‌جو، یا گوان‌جو، شهری است در جنوب کشور چین. نام رسمی آن در هنگام حکومت جمهوری چین «کانتون» بود. گوانگ‌ژوو مرکز استان گوانگ‌دونگ است و ۴۴٬۰۷۱٬۰۰۰ نفر جمعیت دارد. در نوشته‌های دورهٔ اسلامی (برای نمونه در مروج‌الذهب) از این شهر به نام خانفو یاد کرده‌اند.

## بازی‌های آسیایی ۲۰۱۰
شانزدهمین دوره بازی‌های آسیایی از ۱۲ نوامبر تا ۲۷ نوامبر سال ۲۰۱۰ در این شهر چین برگزار شد. این دومین بار است که یک شهر چینی میزبان بازی‌های آسیایی می‌شود. پیش از این پکن در سال ۱۹۹۰ میزبان این مسابقات بود. این مسابقات در ۴۱ رشته ورزشی برگزار شد که از این حیث در تاریخ بازی‌های آسیایی بی‌سابقه‌است. رقص رقابتی، کریکت، ویچی و شیانگ‌چی برای اولین بار در این مسابقات برگزار شد و بدنسازی که در بازی‌های آسیایی ۲۰۰۶ برگزار شده بود در برنامه رقابت‌ها نبود.

## شهرهای خواهر خوانده
- فوکوئوکا، ژاپن (از ۱۹۷۹)
- لس آنجلس، ایالات متحده آمریکا (از ۱۹۸۱)
- مانیل، فیلیپین (از ۱۹۸۲)
- ونکوور، کانادا (از ۱۹۸۵)
- سیدنی، استرالیا (از ۱۹۸۶)
- باری، ایتالیا (از ۱۹۸۶)
- لیون، فرانسه (از ۱۹۸۸)
- فرانکفورت، آلمان (از ۱۹۸۸)
- آوکلند، نیوزیلند (از ۱۹۸۹)
- گوانگجو، کره جنوبی (از ۱۹۹۶)
- لینشوپینگ، سوئد (از ۱۹۹۷)
- دوربان، آفریقای جنوبی (از ۲۰۰۰)
- بریستول، بریتانیا (از ۲۰۰۱)
- یکاترینبورگ، روسیه (از ۲۰۰۲)
- آرکیپا، پرو (از ۲۰۰۴)
- سورابایا، اندونزی (از ۲۰۰۵)
- ویلنیوس، لیتوانی (از ۲۰۰۶)
- بیرمنگام، بریتانیا (از ۲۰۰۶)
- هامبانتوتا، سری‌لانکا (از ۲۰۰۷)
- ریسیف، برزیل (از ۲۰۰۷)
- تامپره، فنلاند (از ۲۰۰۸)
- بانکوک، تایلند (از ۲۰۰۹)
- رباط، مراکش (از ۲۰۱۳)
- گرگان، ایران (از ۲۰۱۸)

## منطقه شهری گوانگ‌ژوو
گوانگ‌ژوو پرجمعیت‌ترین منطقه شهری جهان محسوب می‌شود و شامل شهرهای زیر است:
1. گوانگ‌ژوو
2. شنژن
3. دونگ گوان
4. فوشان
5. ژونگشان
6. جیانگمن

ده منطقه شهری پرجمعیت جهان عبارتند از:
| رتبه | نام منطقه شهری | نام کشور            | نام قاره      | جمعیت      |
| ---- | -------------- | ------------------- | ------------- | ---------- |
| ۱    | گوانگ‌ژوو       | چین                 | آسیا          | ۴۵٬۶۰۰٬۰۰۰ |
| ۲    | توکیو          | ژاپن                | آسیا          | ۴۰٬۲۰۰٬۰۰۰ |
| ۳    | شانگهای        | چین                 | آسیا          | ۳۵٬۹۰۰٬۰۰۰ |
| ۴    | جاکارتا        | اندونزی             | آسیا          | ۳۰٬۶۰۰٬۰۰۰ |
| ۵    | دهلی           | هند                 | آسیا          | ۲۹٬۴۰۰٬۰۰۰ |
| ۶    | مانیل          | فیلیپین             | آسیا          | ۲۵٬۲۰۰٬۰۰۰ |
| ۷    | بمبئی          | هند                 | آسیا          | ۲۴٬۷۰۰٬۰۰۰ |
| ۸    | سئول           | کره جنوبی           | آسیا          | ۲۴٬۷۰۰٬۰۰۰ |
| ۹    | مکزیکوسیتی     | مکزیک               | آمریکای شمالی | ۲۲٬۸۰۰٬۰۰۰ |
| ۱۰   | نیویورک        | ایالات متحده آمریکا | آمریکای شمالی | ۲۲٬۴۰۰٬۰۰۰ |